# Trupień (Strawczynek)
Trupień – część wsi Strawczynek w Polsce położona w województwie świętokrzyskim, w powiecie kieleckim, w gminie Strawczyn.
W latach 1975–1998 Trupień administracyjnie należał do województwa kieleckiego.